# Conus bruguieresi
Espèce
Conus bruguieresi est une espèce de mollusques gastéropodes marins de la famille des Conidae.
Comme toutes les espèces du genre Conus, ces escargots sont prédateurs et venimeux. Ils sont capables de « piquer » les humains et doivent donc être manipulés avec précaution, voire pas du tout.

## Niveau de risque d’extinction de l’espèce
Selon l'analyse de l'UICN réalisée en 2011 pour la définition du niveau de risque d'extinction, l'espèce se trouve principalement dans la partie nord de la péninsule, près de la ville de Dakar. Cette espèce est présente dans les environs de la ville avec la pollution marine associée provenant du port et des usines, ainsi que les perturbations causées par la navigation. La taille des spécimens prélevés a diminué au cours des 15 dernières années et la population de l'espèce est probablement en baisse. L'espèce est donc évaluée comme étant en danger B1ab(iii,v)+2ab(iii,v).

## Taxonomie

### Publication originale
L'espèce Conus bruguieresi a été décrite pour la première fois en 1846 par le zoologiste français Louis Charles Kiener,.

### Synonymes
- Conus (Lautoconus) bruguieresi Kiener, 1846 · non accepté
- Conus bruguieri Kiener, 1846 · non accepté (incorrect subsequent spelling)
- Conus bruguiersi Kiener, 1846 · non accepté (spelling variation)
- Lautoconus bruguieresi (Kiener, 1846) · non accepté
- Varioconus bruguieresi (Kiener, 1846) · appellation alternative